# Maxi (Vorname)
Maxi oder Maxie ist ein sowohl männlicher wie auch weiblicher Vorname, als Kurzform von Maximilian/Maximiliane bzw. Maxwell hergeleitet.

## Namensträgerinnen
- Maxi Biewer (* 1964), deutsche Fernsehmoderatorin und Schauspielerin
- Maxi Blaha (* 1972), österreichische Schauspielerin und Sängerin
- Maxi Garden (* 1974), deutsche Sängerin, siehe Maxi & Chris Garden
- Maxi Gnauck (* 1964), deutsche Kunstturnerin (DDR)
- Maxi Häcke (* 1988), deutsche Synchron- und Hörspielsprecherin, siehe Maximiliane Häcke
- Maxi Herber (1920–2006), deutsche Eiskunstläuferin
- Maxi Lehnard (* 1995), deutsche Fußballspielerin
- Maxi Mounds (* 1972), US-amerikanische Pornodarstellerin
- Maxi Obexer (* 1970), deutsch-italienische Schriftstellerin
- Maxie Renner (* 1985), deutsche Sängerin
- Maxie Wander (1933–1977), österreichische Schriftstellerin
- Maxi Warwel (* 1983), deutsche Schauspielerin

## Namensträger
- Maxi Arland (* 1981), deutscher Musiker und Moderator, siehe Maximilian Arland
- Maxi Belle (* 1995), deutscher Synchronsprecher, siehe Maximilian Belle
- Maxi Biancucchi (* 1984), argentinischer Fußballspieler
- Maxi Böhm (1916–1982), österreichischer Schauspieler und Kabarettist
- Maxi Gstettenbauer (* 1988), deutscher Stand-up-Comedian
- Maxi Iglesias (* 1991), spanischer Schauspieler
- Maxi Jazz (1957–2022), britischer Sänger und Rapper
- Maxi Kleber (* 1992), deutscher Basketballspieler, siehe Maximilian Kleber
- Maxie Long (1878–1959), US-amerikanischer Leichtathlet
- Maxi López (* 1984), argentinischer Fußballspieler
- Maxie Parks (* 1951), US-amerikanischer Sprinter
- Maxi Pereira (* 1984), uruguayischer Fußballspieler
- Maxi Priest (* 1961), britischer Reggae-Sänger und -Songwriter
- Maxi Rodríguez (* 1981), argentinischer Fußballspieler
- Maxie Rosenbloom (1907–1976), US-amerikanischer Boxer und Schauspieler
- Maxi Schafroth (* 1985), deutscher Kabarettist, Schauspieler und Filmemacher
- Maxi Thiel (* 1993), deutscher Fußballspieler, siehe Maximilian Thiel